# Zbigniew Tymoszewski
Zbigniew Tymoszewski (ur. 24 lipca 1924 w Chodowie, zm. 11 marca 1963 w Warszawie) – polski malarz i nauczyciel malarstwa.

## Życiorys
W roku 1952 uzyskał dyplom u Jana Cybisa w ASP w Warszawie. Początkowo malował realistyczne obrazy bliskie koloryzmowi (Pejzaż z Suffczyna (ok. 1948)). W drugiej połowie lat 50., zafascynowany sztuką informel, zaczął tworzyć inspirowane naturą kompozycje abstrakcyjne, odznaczające się nasyconą kolorystyką oraz grubo modelowaną fakturą (Pejzaż błękitny (1961)). W ostatnich latach życia malował pełne dramatycznej ekspresji obrazy figuratywne (Koń (1962), Mięso (1963)).
Od roku 1955 był nauczycielem malarstwa i rysunku w Państwowym Liceum Techniki Teatralnej w Warszawie.
W 1958 roku w Warszawie, w salach wystawowych dawnego IPS odbyła się jedyna za życia Tymoszewskiego indywidualna wystawa jego prac. W 1959 roku uczestniczył w III Wystawie Sztuki Nowoczesnej w Warszawie i w Wystawie Malarstwa Nowoczesnego w Jugosławii. W 1963 roku w Galerii Sztuki ZPAP odbyła się pośmiertna wystawa dzieł Tymoszewskiego z lat 1960–1963. W 30-lecie śmierci artysty zorganizowano w warszawskiej Zachęcie retrospektywną wystawę jego twórczości.